# Odontocarya asarifolia
Odontocarya asarifolia är en tvåhjärtbladig växtart som beskrevs av Rupert Charles Barneby. Odontocarya asarifolia ingår i släktet Odontocarya och familjen Menispermaceae. Inga underarter finns listade i Catalogue of Life.